# Matam (Guinée)
Pour les articles homonymes, voir Matam.
Matam est l'une des six communes constituant la ville de Conakry, capitale de la Guinée, (les cinq autres étant Kaloum, Dixinn, Ratoma, Kassa et Matoto). 

## Population
À partir d'une extrapolation du recensement de 2014 (RGPH3), la population de Matam a été estimée à 153 210 personnes en 2016.

## Quartiers
Les principaux quartiers de la commune sont : Boussoura, , Bonfi, Bonfi-routière, Bonfi-marché, Carrière, Coléah-centre, Coléah-cité, Domino, Hermakönon, Imprimerie, Lanséboudji, Madina-centre, Madina-cité, Madina-école, Madina-marché, Madina-mosquée, Mafanco, Mafonco-centre, Matam, Matam-lido, Touguiwondy.

## Liste des Maires
| Identité                | Parti | Période                             | Coalition |
| ----------------------- | ----- | ----------------------------------- | --------- |
| Rougui Barry            |       | 1990-2000                           |           |
| Badra Koné              |       | 16 avril 2024                       |           |
| Ismaël Condé (de facto) |       | 14 février 2022 au 27 mars 2024     |           |
| Seydouba Sacko          | UFR   | 16 novembre 2018 au 14 février 2022 |           |

## Liste des députés depuis 2020
| Période                       | Identité              | Parti | Coalition |
| ----------------------------- | --------------------- | ----- | --------- |
| mars 2020 au 5 septembre 2021 | Sékou Minkaïlou Conté | RPG   |           |

## Santé
La commune a un Centre Médical Communal.